# Lysophospholipide
 (signalé en juin 2025).
Si vous disposez d'ouvrages ou d'articles de référence ou si vous connaissez des sites web de qualité traitant du thème abordé ici, merci de compléter l'article en donnant les références utiles à sa vérifiabilité et en les liant à la section « Notes et références ».
- Archive Wikiwix
- Bing
- Cairn
- DuckDuckGo
- E. Universalis
- Gallica
- Google
- G. Books
- G. News
- G. Scholar
- Persée
- Qwant
- (zh) Baidu
- (ru) Yandex
- (wd) trouver des œuvres sur Wikidata

Cet article court présente un sujet plus développé dans : lysophosphatidylcholine, lysophosphatidyléthanolamine et lysophosphatidylsérine.
Un lysophospholipide est un phospholipide dont l'un des résidus d'acide gras estérifiant un hydroxyle du glycérol a été hydrolysé par une phospholipase.
Ainsi, l'action d'une telle enzyme sur une phosphatidylcholine donne une lysophosphatidylcholine. Plus précisément, l'action d'une phospholipase A1 donne une 1-lysophosphatidylcholine tandis que l'action d'une phospholipase A2 donne une 2-lysophosphatidylcholine.
De même, l'hydrolyse d'un acide gras d'une phosphatidyléthanolamine donne une lysophosphatidyléthanolamine, et celle d'une phosphatidylsérine donne une lysophosphatidylsérine.